# Национально-крестьянская партия
Национально-крестьянская партия (венг. Nemzeti Parasztpárt) — левая аграрная политическая партия, существовавшая в Венгрии в период между 1939 и 1949 годами. Её представляли такие известные общественные деятели и писатели, как Петер Вереш (председатель с 1945), Пал Сабо (председатель в 1939—1944), Йожеф Дарваш, Ференц Эрдеи, Дьюла Ийеш, Иштван Бибо, Ласло Немет, Лёринц Сабо, Арон Тамаши и Имре Ковач. Партия возродилась на короткое время во время Венгерской революции 1956 года и после смены режима в 1989—1990 годах.

## История
Партия была основана в 1939 году на базе движения венгерских «народных писателей», создавших в 1937—1938 годах антифашистский Мартовский фронт, но официально оформлена как организация только 19 сентября 1944 года. Во время Второй мировой вошла с другими антифашистскими партиями в Венгерский фронт.
На парламентских выборах во временное Национальное собрание в 1944 году она завоевала 42 места. В сформированном в декабре 1944 года временном национальном правительстве Белы Миклоша-Дальноки представитель НКП социолог Ференц Эрдеи получил один из ключевых постов (министра внутренних дел). Хотя в августе следующего года партия уже насчитывала 170 000 членов в 1400 ячейках, но на парламентских выборах 1945 года, на которых она заняла четвёртое место, количество полученных ею мест сократилось до 23. В правительстве НКП стал представлять писатель Дежё Керестури, получивший портфель министра в делах религии и образования. Однако на парламентских выборах 1947 года партия усилилась и завоевала 36 из 411 мест парламента.

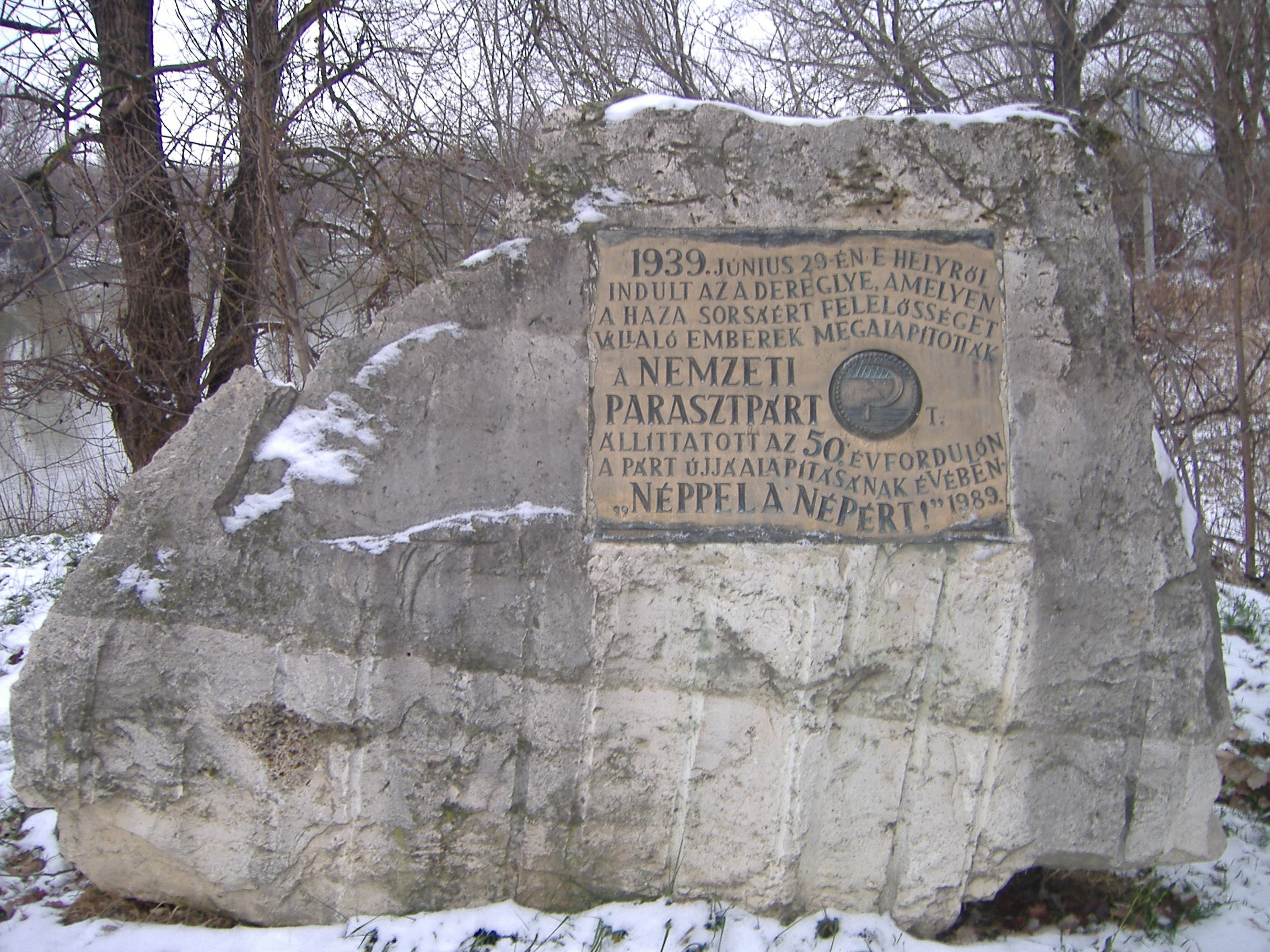
Монумент, посвящённый 50-летию основания партии

После войны в партии оформились два крыла: левое, представленное Ференцем Эрдеи и Йожефом Дарвашем, ориентировалось на сотрудничество с коммунистами и социал-демократами; а правое во главе с Имре Ковачем — на сближение с более консервативной аграрной партией, мелких хозяев; возглавлявший НКП Петер Вереш пытался примирить обе группы. В итоге, НКП примкнула к Левому блоку коммунистов, социал-демократов и профсоюзов.
На парламентские выборы 1949 года партия шла в составе Венгерского народного фронта независимости, управляемого коммунистическим руководством Венгерской партии трудящихся, получив 39 мест. Принятие новой конституции в августе 1949 года ознаменовало переход к однопартийному режиму, где НКП не оставалось ничего другого, как влиться в Венгерскую партию трудящихся.

## Попытки возрождения
В дни венгерской революции 1956 года партия была возрождена под названием партии Петёфи (Petőfi Párt) и входила (в лице Иштвана Бибо и Ференца Фаркаша) в недолговечное третье правительство Имре Надя.
После перехода к демократии (1989—1990), члены Общества Петер Вереш воссоздали партию под названием Венгерской народной партии 11 июня 1989 года. Она приняла участие в круглом столе переговоров власти и оппозиции. Партия возлагала большие надежды на первые демократические выборы в 1990 году, однако на них она получила только 0,8 % голосов.
После этого президиум принял новое название «Венгерская народная партия — Национально-крестьянская партия» (Magyar Néppárt-Nemzeti Parasztpárt). Незадолго до парламентских выборов 1994 года две трети её членов вступили в недолговечный Национальный демократический альянс (NDSZ) — левоцентристское объединение, возглавляемое Золтаном Биро и Имре Пожгаи, бывшими членами Венгерского демократического форума и Венгерской социалистической партии соответственно. К концу десятилетия ВНП-НПК исчезла из политической жизни страны.

## Идеология
В спектре вне двух «рабочих партий» (коммунистов и социал-демократов) НПК стояла на левом радикальном крыле. Основным требованием партии была земельная реформа. Это привлекло ей поддержку бедного, малоземельного и среднего крестьянства, а сельской местности, а также провинциальной интеллигенции (учителей, врачей и т. д.). Её электоральная база была сильнее в Восточной Венгрии. Она пользовалась поддержкой коммунистической партии, поскольку та имела слабое влияние среди крестьянства и сельских избирателей, к тому же НПК была определённым противовесом антикоммунистической Независимой партии мелких хозяев.
Помимо собственной газеты «Szabad Szó» («Свободное слово»), к НКП был близок восстановленный в 1946 году журнал «Válasz» («Ответ»).

## Парламентское представительство
| Год выборов | Национальное Собрание    | Национальное Собрание | Национальное Собрание | Национальное Собрание | Правительство   |
| Год выборов | Общее количество голосов | % от всех голосов     | Число мест            | +/-                   | Правительство   |
| ----------- | ------------------------ | --------------------- | --------------------- | --------------------- | --------------- |
| 1944        |                          |                       | 42 из 498             |                       | в правительстве |
| 1945        | 324,772                  | 6.9 %                 | 23 из 409             | ▼ 19                  | в правительстве |
| 1947        | 413,409                  | 8.28 %                | 36 из 411             | ▲ 13                  | в правительстве |
| 19491       | 5,478,515                | 97.1 %                | 39 из 402             | ▲ 3                   | в правительстве |
| 1990        | 37,047                   | 0.8 %                 | 0 из 386              |                       | непарламентская |

1Как член Венгерского народного фронта независимости. Венгрия стала однопартийным государством после выборов 1949 года.